# Sh2-35
Sh2-35 (également connue sous le nom de RCW 151) est une grande nébuleuse en émission visible dans la constellation du Sagittaire.
Elle est située dans la partie nord-ouest de la constellation, le long du plan de la Voie lactée. Elle s'étend sur environ 20 minutes d'arc en direction d'un riche champ d'étoiles qui apparaît en partie obscurci par de denses nuages de poussière. La période la plus propice à son observation dans le ciel du soir se situe entre juin et novembre. Étant dans des déclinaisons modérément méridionales, son observation est facilitée par l'hémisphère sud.
C'est une grande région H II située sur le bras du Sagittaire à une distance estimée à environ 1 700 pc (∼5 540 al). Elle apparaît comme un long nuage délimité du côté nord-est par des bancs de gaz non éclairés et fait partie d'un vaste complexe nuageux moléculaire centré sur la nébuleuse LDN 291, liée à la petite association OB Sagittaire OB7. Sh2-35 coïncide avec une structure creuse d'un diamètre de 110 parsecs, qui aurait pour origine l'action combinée du vent stellaire des sources ionisantes et de l'explosion de certaines supernovae survenue il y a environ 3 millions d'années. Une vingtaine d'étoiles jeunes et chaudes sont responsables de son ionisation. L'activité de formation d'étoiles est confirmée par la présence de la source de rayonnement infrarouge IRAS 18121-2016 et par certaines sources d'ondes radio.